# Azilone-Ampaza
Azilone-Ampaza (in corso Azilonu è Ampaza) è un comune francese di 136 abitanti situato nel dipartimento della Corsica del Sud nella regione della Corsica.

## Società

### Evoluzione demografica
Abitanti censiti